# 終焉 (漫画家)
終焉（しゅうえん、8月16日 - ）は、日本の漫画家、イラストレーター。男性。北海道函館市出身、茨城県在住。血液型はA型。主に成人向け漫画を執筆している。同人サークル「民宿いなりむし」として活動もしている。
2004年4月、竹書房『ビタマン』、ワニマガジン社『COMIC快楽天』にてデビュー。

## 作品リスト

### 漫画
1. 『凌辱侵乳射淫』[3] 2007年8月発売[1]、ワニマガジン社〈ワニマガジンコミックススペシャル〉、ISBN 978-4-86269-023-4
2. 『課外授業』 2008年4月発売[1]、エンジェル出版〈エンジェルコミックス〉、ISBN 978-4-87306-288-4
3. 『淫らにやらナイト』[4] 2011年6月発売[1]、ワニマガジン社〈ワニマガジンコミックススペシャル〉、ISBN 978-4-86269-166-8
4. 『プライベートワイフ』[5] 2012年9月28日発売[6]、ワニマガジン社〈ワニマガジンコミックススペシャル〉、ISBN 978-4-86269-214-6
5. 『初恋危険日』[7] 2015年8月30日発売[8]、ワニマガジン社〈ワニマガジンコミックススペシャル〉、ISBN 978-4-86269-386-0
6. 『青の欲望』 2015年12月26日発売[9]、文苑堂〈BAVEL COMICS〉、ISBN 978-4-86117-224-3
7. 『ハートフル♡ホーム』 2018年1月17日発売、エンジェル出版〈エンジェルコミックス〉、ISBN 978-4-87306-794-0
8. 『メスサカリ』 2019年2月21日発売[10]、ワニマガジン社〈ワニマガジンコミックススペシャル〉、ISBN 978-4-86269-620-5
  - 性職者 （COMIC失楽天 2016年6月号）
  - 専業主夫はつらいよ （COMIC失楽天 2017年5月号）
  - ヤンキーのしつけ方 （COMIC失楽天 2016年11月号）
  - Crazy for You （COMIC失楽天 2019年1月号）
  - りにゃのアゲ×2ブログ♡ （COMIC失楽天 2016年3月号）
  - 発情リフレ （COMIC失楽天 2017年11月号）
  - チャリティーウーマン （COMIC失楽天 2017年2月号）
  - Stand by you （COMIC失楽天 2018年2月号）
  - パラダイスロスト （COMIC失楽天 2016年8月号）
  - Sweet 10 （COMIC失楽天 2018年5月号）
  - 犬の性活 （COMIC失楽天 2015年9月号）
  - 婚活サバイバル （COMIC失楽天 2018年8月号）
9. 『ヒトヅマノヒミツ』[11] 2020年2月29日発売[12]、文苑堂〈BAVEL COMICS〉、ISBN 978-4-86117-341-7
10. 『ヤラレ妻』 2022年10月31日発売、ワニマガジン社〈ワニマガジンコミックススペシャル〉、ISBN 978-4-86269-871-1

### 原画
アダルトゲーム
- 『めいどに逝った母さんがメイドになって還ってきた』 （2013年4月30日発売[13]、CYC NO-NOS）